# Lepanthopsis comet-halleyi
Lepanthopsis comet-halleyi es una especie de orquídea epífitas.  Es originaria de Costa Rica.

## Descripción
Es una orquídea de tamaño diminuto que prefiere el clima cálido. Es de hábitos epífitas con un tallo delgado, suberecto que está envuelto por 3 a 6 vainas minuciosamente ciliadas lepantiforme (con forma de embudo) y con una sola hoja apical, erecta, coriácea, elíptica, subaguda a obtusa , basalmente redondeadas y cuneiforme, peciolada en la base. Florece en una inflorescencia dística de 5 cm de largo, con varias flores. La floración se produce en la primavera

## Distribución y hábitat
Se encuentra en Costa Rica y Guatemala en alturas de alrededor de 1500 m s. n. m.

## Taxonomía
Lepanthopsis comet-halleyi fue descrita por Carlyle A. Luer   y publicado en Monographs in systematic botany from the Missouri Botanical Garden 39: 70, pl. 34. 1991.